# Córdoba (Argentina)
Córdoba je město v Argentině, nacházející se na úpatí hor Sierras Chicas na řece Suquía, 700 kilometrů severozápadně od Buenos Aires. Je hlavním městem stejnojmenné provincie Córdoba. Córdoba je třetím nejdůležitějším argentinským městem již od svého založení v 16. století, a druhé průmyslově největší centrum země. Ve městě se nachází mnoho památek a budov z období kolonialismu.

## Historie
Córdoba byla založena 6. července 1573 Jeronimem Luisem de Caberou, který jí pojmenoval po španělském městě Córdoba. Córdoba byla jedním z prvních měst založených španělskými kolonizátory na území dnešní Argentiny. Ve městě se nachází nejstarší univerzita v Argentině, Universidad Nacional de Córdoba, která byla založena v roce 1613 řádem Jezuitů.
Po 2. světové válce se Córdoba stala největším leteckým centrem Argentiny, byly založeny závody Instituto Aerotécnico, později Fábrica Militar de Aviones, který byl na konci 20. století odkoupen známou firmou Lockheed Martin.
Na území města se nachází množství památek z období kolonialismu, včetně římskokatolického kostela s jezuitským křídlem, který je od roku 2000 na seznamu chráněných památek UNESCO.

## Partnerská města
- Belo Horizonte, Brazílie
- Campinas, Brazílie
- Ciudadela de Menorca, Španělsko
- Cochabamba, Bolívie
- Curitiba', Brazílie
- Florianópolis, Brazílie
- Izmir, Turecko
- Iževsk, Rusko
- Marín, Španělsko
- Morelia, Mexiko
- Natal, Brazílie
- Santa Cruz de la Sierra, Bolívie
- Tampa, Spojené státy
- Tiberias, Izrael
- Turín, Itálie
- Valparaíso, Chile
- Si-an, Čína